# روبرت هاريس (لاعب كرة قدم أمريكية)
روبرت هاريس (بالإنجليزية: Robert Harris)‏ هو لاعب كرة قدم أمريكية أمريكي، ولد في 13 يونيو 1969 في ريفييرا بيتش في الولايات المتحدة.

## وصلات خارجية
- روبرت هاريس على موقع مرجع كرة القدم المحترفة.كوم (الإنجليزية)